# 第三二海軍航空隊
第三二海軍航空隊（だいさんふたかいぐんこうくうたい）は、日本海軍の部隊の一つ。予科練卒業生の初歩機上練習を進めるための練習航空隊として編制された。
隊名が類似している第三十二航空隊とは関連が無い。本航空隊の呼称を「第三十二海軍航空隊」、または「第三十二航空隊（三十二空）」などとしている文献があるが、これらの呼称は誤りである。

## 沿革
爆発的な増員を行った予科練卒業生の初歩機上練習を進めるため、各地に初歩練習航空隊が増設された。第三二海軍航空隊もそのひとつであり、第三一海軍航空隊と同日に開隊した。内地の練習航空隊と違い、外地のために地名を名乗っていない。
- 昭和19年（1944年) 3月1日 - ミンダナオ島サランガニ飛行場で開隊。所管：呉鎮守府、原駐基地：岩国航空基地と定められ[1]、海軍練習航空隊に指定される[2]。第三南遣艦隊附属[3]。

5月15日 - 甲飛13期前期生、松山海軍航空隊より入隊。飛行練習生38期として訓練開始。
7月15日 - 解隊。人員機材は第三一海軍航空隊に統合、隊員はマニラに移動。
第三一海軍航空隊と同様に松山空出身者で占められていたため、統合時の問題もなく訓練に移った。

## 主力機種
- 九三式中間練習機

## 隊司令
- 古瀬貴季 大佐：1944年3月1日[5] - 1944年7月10日[6]、以後隊司令の発令は無い。